# لفکونیکو
لفکونیکو (یونانی: Λευκόνοικο، ترکی استانبولی: Geçitkale/Lefkonuk) دفاکتو در ناحیه فاماگوستا کشور به رسمیت نشناخته‌شده قبرس شمالی واقع شده‌است. جمعیت این شهر در سال ۲۰۰۶ میلادی در حدود ۱،۲۶۹ نفر تخمین زده شده‌است.